# Aetos
En la mitología griega Aetos (en griego Ἀετός, Aetós), literalmente «águila», es el ave sagrada de Zeus, su emblema que guarda y duerme encima de su cetro y se sienta en el trono con él.
Servio nos da un origen mitológico para el águila. Se dice que en un principio Aetos era el nombre de un hermoso muchacho nacido de la tierra. Cuando Zeus era todavía un infante y se escondía en Creta de su padre Crono, que había devorado a todos los hermanos de Zeus, Aetos se hizo amigo del dios y fue el primero en jurarle lealtad como nuevo rey. Pero años más tarde, después de que Zeus derrocara a su padre y se convirtiera en rey en su lugar, Hera, la esposa de Zeus, convirtió a Aetos en un águila, por miedo a que Zeus lo amara. Así, el águila se convirtió en el ave sagrada de Zeus y en símbolo de poder y realeza y desde entonces tomó su nombre del muchacho. El águila incluso ayudó a Zeus durante la Gigantomaquia, llevando personalmente los rayos de Zeus.
Se dice que Zeus, así como había hecho con Ganimedes, raptó a Aetos con la forma de águila y lo hizo su copero y erómeno.